# Dendropsophus padreluna
Dendropsophus padreluna és una espècie de granota que viu a Colòmbia.